# Zajęcie polskiej ambasady w Bernie w 1982 roku
Zajęcie polskiej ambasady w Bernie w 1982 – wtargnięcie terrorystów do ambasady Polski w Szwajcarii przeprowadzone przez grupę polskich emigrantów.

## Przebieg
6 września 1982 do ambasady wtargnęło czterech mężczyzn, którzy sterroryzowali bronią personel i uwięzili go jako zakładników. Terroryści wydali oświadczenie, że należą do konspiracyjnej, zbrojnej organizacji o nazwie Powstańcza Armia Krajowa, która działa zarówno w Polsce, jak i za granicą, a jej celem jest zniesienie stanu wojennego w Polsce. Porywacze grozili wysadzeniem budynku w razie niespełnienia żądań, zapowiedzieli też, że ich akcja jest pierwszą z serii. Z czasem żądania zaczęły zmieniać charakter z politycznych na finansowe. Terroryści zaczęli domagać się kilku milionów franków szwajcarskich oraz samolotu do Chin lub Albanii. Mieli też zaoferować Szwajcarii sprzedaż materiałów tajnych z ambasady.
Władze szwajcarskie rozpoczęły próby rozmów z terrorystami, które zaowocowały zwolnieniem części zakładników. Jeszcze tego samego dnia wypuszczona została ciężarna kobieta, a następnego dnia inne kobiety oraz jeden z pracowników ambasady, który chorował.
Reakcja władz w Warszawie była natychmiastowa. Powołano zespół ds. sytuacji kryzysowej i podjęto próbę wyjaśnienia sprawy. Szybko udało się zidentyfikować szefa grupy, którego oświadczenie radiowe odsłuchano w Polsce i połączono głos z osobą Floriana Kruszyka – byłego żołnierza, poszukiwanego za liczne przestępstwa. Pozostali trzej terroryści byli emigrantami zarobkowymi, których kilka miesięcy wcześniej Kruszyk zwerbował w prowadzonej przez siebie restauracji. W trakcie zamachu Kruszyk używał pseudonimu „pułkownik Wysocki”, jego zastępcą był Krzysztof Wasilewski „Kaczor”, a w akcji brali również udział Mirosław Plewiński „Sokół” oraz Marek Michalski „Ponury”.
Ponieważ Szwajcaria była przez władze polskie podejrzewana o współpracę z terrorystami w zakresie przeglądania tajnych dokumentów, Polska postanowiła wysłać zespół komandosów pod dowództwem Jerzego Dziewulskiego. W planowanie operacji zaangażowany był gen. Edwin Rozłubirski, ówczesny komisarz z ramienia Komitetu Obrony Kraju w MSW odpowiedzialnym za walkę z terroryzmem. Doradzał w zakresie taktyki i uzbrojenia funkcjonariuszom Wydziału Zabezpieczenia Komendy Stołecznej MO oraz drugiej grupie specjalnej MO ulokowanej przy lotnisku Okęcie. Miał też brać udział w operacji w Bernie, gdzie planowano dotrzeć helikopterami, przy użyciu ładunków wybuchowych opuszczonych na dach utorować wejście do środka i odbić ambasadę. Inna grupa miała staranować ciężarówką jedno z wejść lub fragment ściany. W operacji miały wziąć udział kobiety, co mogło pomóc w przeprowadzeniu i maskowaniu działań (w WZ KSMO istniał pluton kobiecy do działań szturmowych, później rozwiązany). Następnie planowano przebrać pojmanych terrorystów w mundury komandosów MO i przemycić do PRL. Ostatecznie Szwajcaria nie wyraziła zgody na użycie sił polskich, obawiając się, że zechcą one jedynie za wszelką cenę odbić obiekt. Generał Rozłubirski twierdził później, że szef MSW gen. Czesław Kiszczak wyraził zgodę na operację, Niemcy dały zgodę na przelot Polaków, a Szwajcarzy zaaprobowali polską operację, z czego jednak ostatecznie wycofali się pod naciskiem USA. Jednocześnie władze RFN starały się przekonać Polskę, że terroryści, którzy zorganizowali się w Niemczech, nie współpracują z niemieckimi służbami i kierowali oskarżenie o inspirację na Amerykanów, ku czemu skłaniała się także strona polska.
Ostatecznie szturm na ambasadę podjęły oddziały szwajcarskie. Użyto kantonalnej grupy antyterrorystycznej Stern, która 9 września zajęła budynek i uwolniła zakładników. Po unieszkodliwieniu terrorystów doszło do spięcia pomiędzy Polską i Szwajcarią, której władze rozpoczęły przeszukiwanie ambasady w celu przejęcia dokumentów, a pracownicy placówki nie zostali na jej teren wpuszczeni przez kilka następnych godzin. Jednocześnie przesłuchano wszystkich pracowników i nie chciano zwolnić attaché wojskowego płk. Zygmunta Dobruszewskiego. Szwajcarzy przejęli ostatecznie część dokumentów oraz kodów używanych m.in. przez Zarząd II Sztabu Generalnego Wojska Polskiego.
Proces terrorystów odbył się od 3 do 6 października 1983 przed szwajcarskim Trybunałem Federalnym w Lozannie. Polskie wnioski o ekstradycję stanowczo odrzucono. W czasie procesu główny oskarżony utrzymywał, że organizacja konspiracyjna faktycznie istnieje, ale odrzucono tę tezę. Zapadły wyroki od dwóch i pół roku do sześciu lat więzienia.
W 1984 r. powstał film fabularny Ultimatum w reżyserii Janusza Kidawy, którego scenariusz oparto na powyższych wydarzeniach. W 2020 r. w ramach Teatru Telewizji został nakręcony film Negocjator w reżyserii Jarosława Żamojdy.